# Мухин, Александр Флегонтович
Алекса́ндр Флего́нтович Му́хин (1843—1917) — русский финансист, директор и председатель правления Волжско-Камского коммерческого банка. Член Государственного совета по выборам в 1906—1909 годах. Потомственный почётный гражданин.

## Биография
Родился 2 (14) марта 1843 года в семье купца 1-й гильдии Флегонта Лаврентьевича Мухина. В семье родились также сыновья Иван (1847 — после 1918) и Василий (1849—1918).
Окончив в 1863 году курс Петербургского коммерческого училища, отправился заграницу и пробыл 5 лет в Лондоне, где в качестве вольнослушателя посещал лекции и курсы, а затем перешёл к практическому изучению дел в торговых и банковых предприятиях, в которых занимал ответственные должности.
По возвращении в Россию в конце 1860-х годов, был приглашён В. А. Кокоревым к участию в предварительных работах по учреждению Волжско-Камского банка. После его открытия в 1870 году он был назначен главным кассиром, а затем управляющим петербургской конторой банка, с правом подписи по операциям в Санкт-Петербурге. В 1879 году был избран в члены правления, а в 1881 году, оставаясь в составе правления, был назначен директором банка. Беспрерывно занимая эту должность в течение 25 лет, Александр Флегонтович весьма способствовал успехам Волжско-Камского банка, ставшего одним из крупнейших в России. В 1906 году он оставил должность директора и занял кресло председателя правления банка, а с 1912 года совмещал обе эти должности. Также был акционером Русско-Китайского банка, состоял председателем комитета Съезда представителей акционерных банков коммерческого кредита. Был удостоен звания коммерции-советника.
По приглашению Министерства финансов, принимал участие во многих комиссиях, созывавшихся министерством по вопросам промыслового обложения, акционерного законодательства, изменению устава Санкт-Петербургской биржи и других. В 1898 году, при учреждении в Министерстве финансов совета по учебным делам, был назначен членом этого совета. Кроме того, состоял почётным членом совета Дома призрения и образования бедных детей и ремесленного училища цесаревича Николая. Из наград имел ордена Св. Станислава 2-й степени (1886) и Св. Владимира 4-й степени (1896).
После провозглашения Октябрьского манифеста вступил в Союз 17 октября. Был членом петербургского ЦК партии, однако 16 апреля 1906 года оставил эту должность в связи с занятостью; 16 марта 1906 года был избран членом Государственного совета от торговли по Санкт-Петербургской бирже. Входил в группу центра и торгово-промышленную группу (1907—1908). 26 мая 1909 года выбыл из состава Государственного совета по жребию.
Умер 8 (21) ноября 1917 года.
Жена — Мария Николаевна. Их сын Сергей (02.11.1896—?).

## Комментарии
1. ↑  Некоторые источники указывают годом рождения 1848 год, но в записи о смерти в 1917 году указано, что ему было 74 года. К тому же, коммерческое училище не заканчивали в 15 лет.